# ماهيتو تسوجيمورا
ماهيتو تسوجيمورا (辻村 真人 تسوجيمورا ماهيتو) (14 أبريل 1930 - 27 نوفمبر 2018)هو ممثل ياباني.

## أعمال

### أفلام
- ناوسيكا أميرة وادي الرياح (1984) - الملك جيل.

### مسلسلات أنمي
- الأميرة ياقوت (1967)
- الفتى برهان (1969)
- جو البطل (1970)
- مغامرات نحول (1970)
- أنمينتاري كوتسودان (1971)
- لمياء وتابعها شيكو (1971)
- الرجل الشيطان (1972)
- الضفدع ننوس (1972)
- الضفدع الشجاع (1973)
- الغابة الخضراء (1973)
- مغامرات سندباد (1975) - علاء الدين.
- مغامرات جامبا (1975)
- بائع الحليب (1975)
- وداعا ماركو (1976)
- المتحرية إنجي (1977)
- بيرين (1978)
- شما في البراري الخضراء (1979)
- الفأر مانكس (1979)
- المعلمة ماتشيكو (1981)
- مرجان والفرسان الثلاثة (1981)
- الأحلام الذهبية (1982)
- أحلام وفرح (1982)
- قصة حنان (1983)
- المحقق غادجيت (1983)
- سانشيرو (1983)
- فتاة المراعي (1984)
- شرلوك هولمز (1984)
- سهم الفضاء (1986)
- بوليانا (1986)
- روبوتان (1986)
- السائق (1988)
- مدرسة الكونغ فو (1988)
- الوميض الأزرق (1989)
- الليث الأبيض (1989)
- مغامرات بيتر بان (1989)
- مندوب المبيعات الضاحك (1989)
- رانما النصف (1990)
- وادي الأمان (1991)
- صقور الأرض (1991)
- باتي والأصدقاء (1992)
- كركور وحذاء السعادة (1992)
- قرية التوت (1992)
- موجاكو (1995)
- دراغون بول زد (1995) - داي كايوشين.
- بيرسيرك (1997)
- ميغامان محارب النت (2002)
- ون بيس (2002-2009) - بيكوري.
- إيوريكا سفن (2005)
- دورايمون (2007)
- دراغون بول زد كاي (2015)

### أوفا أنمي
- بلاك ماجك - الأستاذ سليد

## وصلات خارجية
- ماهيتو تسوجيمورا على موقع IMDb (الإنجليزية)
- ماهيتو تسوجيمورا على موقع ميوزك برينز (الإنجليزية)
- ماهيتو تسوجيمورا على موقع قاعدة بيانات الفيلم (الإنجليزية)
- ماهيتو تسوجيمورا على موقع ANN person (الإنجليزية)